# Giovan Battista Capponi
Giovan Battista Capponi (Firenze, 1797 – Firenze, 1864) è stato un funzionario e nobile italiano.

ll Conte Giovan Battista Capponi, 1860 ca. Albumina dal Fondo Fotografico Archivio Famiglia dei Conti Capponi alle Rovinate, Firenze

Appartenente al ramo dei Conti Capponi alle Rovinate di Firenze, è stato un importante amministratore di enti granducali e opere di carità.

## Biografia
Figlio primogenito del Conte Ferrante (1762-1819) e della seconda moglie Maria Teresa Pandolfini (1795), dama dell’imperatrice Maria Luisa moglie di Napoleone I.  Giovan Battista, a differenza degli antenati, si occuperà poco di politica facendolo solo quando il dovere e il granduca lo richiesero per l'amministrazione come gonfaloniere diversi municipi, essendo principalmente interessato ad opere di carità e beneficenza, operando per la basilica di San Miniato, come membro della congregazione di San Giovanni e del conservatorio di San Francesco di Sales.
Sposò Luisa Velluti-Zati, dama della Granduchessa Maria Antonia, dalla quale ebbe tre figli Carlo (1831-1865), Ferdinando Carlo Arcivescovo di Pisa (1835-1903) e Luigi (1834-1921). La sorella Maria Lucrezia (1804-) sposerà Cosimo Antinori rinsaldando i forti legami tra le due famiglie che ancora oggi esistono.